# كأس أيرلندا الشمالية 1997–98
كأس أيرلندا الشمالية 1997–98 (بالإنجليزية: 1997–98 Irish Cup)‏ هو موسم من كأس أيرلندا. كان عدد الأندية المشاركة فيه 32، وفاز فيه غلينتوران.

## النهائي
| غلينتوران | 1 – 0 (ب.و.إ.) | غلينافون |
| --------- | -------------- | -------- |
|           | تقرير          |          |